# Teresė Žižienė

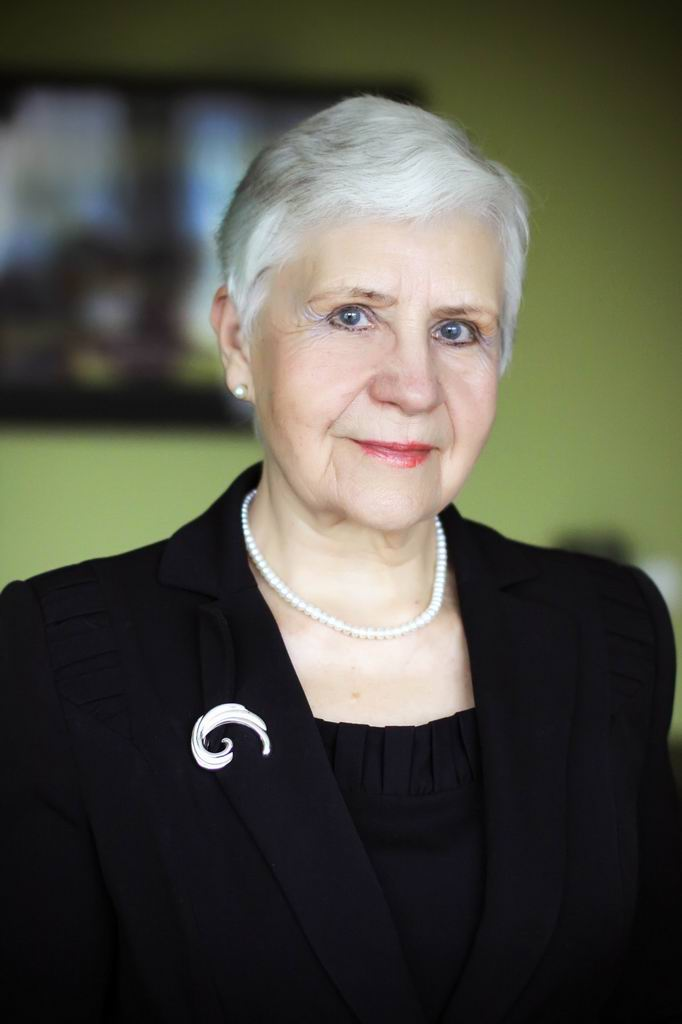
Teresė Žižienė im Jahr 2011

Teresė Žižienė (* 19. Januar 1933 in Kaunas; † 10. Oktober 2022 in Birštonas) war eine litauische Ärztin und Ehrenbürgerin der Rajongemeinde Jonava.

## Leben
Nach dem Abitur absolvierte 1957 Teresė Žižienė das Studium der Medizin am Kauno medicinos institutas. Von  1957 bis 1960 arbeitete sie als Kinderärztin im Krankenhaus der Rajongemeinde Kaunas,  1961 lehrte sie an der Medizinschule Kaunas als Internistin, von 1962 bis 1965 leitete sie die Präsenzstudiumabteilung der Schule, von 1965 bis 1970 arbeitete sie als Unterabteilungsleiterin des 3. Krankenhauses Kaunas. 1974 promovierte sie zum Thema Franko ir I.T. Akuliničevo vektorkardiografinių sistemų diagnostinė vertė esant širdies skilvelių hipertrofijai. Ab 1994 lehrte Žižienė an der Kauno medicinos akademija.
1991 gründete Žižienė und leitete ab 1992 die Ambulanz Bukonys in der Rajongemeinde Jonava.
Sie war verheiratet. Mit ihrem Mann Viktoras wohnte sie in Birštonas. Dort starb sie 2022 im Alter von 89 Jahren.